# Sielsowiet Kuchczyce
Sielsowiet Kuchczyce (biał. Кухчыцкі сельсавет, Kuchczycki sielsawiet; ros. Кухчицкий сельсовет) – sielsowiet na Białorusi, w obwodzie mińskim, w rejonie kleckim, z siedzibą w Kuchczycach.

## Demografia
Według spisu z 2009 sielsowiet Kuchczyce zamieszkiwało 1485 osób, w tym 1403 Białorusinów (94,48%), 38 Polaków (2,56%), 30 Rosjan (2,02%), 9 Ukraińców (0,61%), 4 osoby innych narodowości i 1 osoba, która nie podała żadnej narodowości.
Do 2019 liczba ludności spadła do 1802 osób. Największymi miejscowościami były wówczas Kuchczyce (855 mieszkańców), Tucza (384 mieszkańców) i Zaleszany (180 mieszkańców). Liczba ludności żadnej z pozostałych miejscowości nie przekraczała 93 osób.

## Geografia i transport
Sielsowiet położony jest na historycznej Nowogródczyznie, w zachodniej części rejonu kleckiego. Od północnego wchodu graniczy z Kleckiem.
Przez sielsowiet przebiegają drogi republikańskie R13 i R43.

## Historia
28 maja 2013 do sielsowietu przyłączono 5 z 8 miejscowości z likwidowanego sielsowietu Tucza.

## Miejscowości
- agromiasteczka:
  - Kuchczyce
  - Tucza
- wsie:
  - Dunajczyce
  - Iskry (hist. Kłopotycze)
  - Jefimowicze
  - Liskowo
  - Mostwiłowicze
  - Rudki
  - Rusowszczyzna
  - Sołowje
  - Trzeciaki
  - Zaleszany
  - Żomojdź